# Ivanko
Ivanko (bolgarsko Иванко, Ivanko) je bil bolgarski vojskovodja in uzurpator, ki je  leta 1196 ubil bolgarskega carja Ivana Asena I. in si prilastil bolgarski prestol, * ni znano,  † ni znano.

## Življenje
Med bolgarsko vstajo, ki sta jo vodila brata Teodor in Ivan Asen,  je slednji začel osvajati ozemlje Bizantinskega cesarstva. Bolgari so leta 1191 osvojili Sofijo in Niš in leta 1195 Beograd. Na povratku v Bolgarijio je Ivanko ubil Ivana Asena, domnevno zaradi Ivanovega razmerja s sestro svoje žene. Ivanko, ki je bil po pisanju Niketasa Honiatesa Vlah, se je leta 1197 poročil s Teodoro Angelino, hčerko Ane Angeline in sebastokratorja Izaka Komnena. Teodorin oče je nekaj mesecev pred tem umrl v bolgarskem ujetništvu. Ivanko se je preimenoval  v Alekseja in se na začetku vojskoval za Alekseja III. Angela, očeta svojega tasta, potem pa se je obrnil proti njemu. Leta 1198 je ujel bizantinskega generala Manuela Kamico, katerega je podkupil Ivankov zet in rival Dobromir.
Leta 1200 sta Ivankov zet Aleksej Paleolog in Teodor I. Laskaris napadla Bolgarijo. Ko je Aleksej Paleolog Ivanku obljubil, da ga ne bo ubil,  ampak ga bo odpeljal v ujetništvo v Konstantinopel, se je Ivanko vdal.

## Vira
- Harry J. Magoulias, prevajalec. O city of Byzantium: annals of Niketas Choniates. Detroit: Wayne State University Press, 1984, str. 257–259, 281-285.
- Robert Lee Wolff. The Second Bulgarian Empire. Its Origin and History to 1204. Speculum, Vol. 24, No. 2 (april 1949), str. 167–206. Medieval Academy of America.